# Volmunster
Volmunster è un comune francese di 885 abitanti situato nel dipartimento della Mosella nella regione del Grand Est.

## Storia

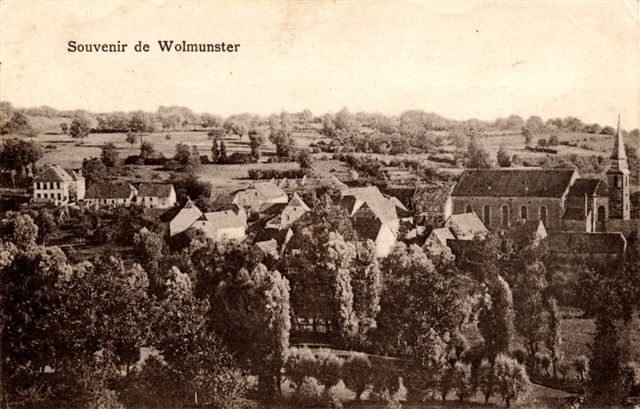
Veduta panoramica prima della Seconda guerra mondiale

Il villaggio ha un passato antico, come dimostrano diversi siti gallo-romani scoperti sul suo territorio. 
Volmunster è menzionato per la prima volta nell'XI secolo nella forma Wilmonstre, che si evolverà in Wilmunster, dal nome germanico di Willo e dal sostantivo Munster (in tedesco), ossia monastero.
Per alcuni anni il paese ospitò una fabbrica per la lavorazione dell'allume, del solfato di ferro a di acido solforoso, creata nel 1822 da Monsieur Bouvier du Molart, grazie alla materie prime proveniente da miniere locali. Era noto anche per le sue cave di gesso, allora tra le più richieste della regione per la costruzione di soffitti.
Il villaggio fu distrutto al 95% durante la seconda guerra mondiale, quando gran parte della popolazione si rifugiò nella vicina Sigogne, villaggio con cui Volmunster oggi è gemellato.

## Società

### Evoluzione demografica
Abitanti censiti